# Jean-Jacques Languepin
Jean-Jacques Languepin (Paris, 12 de novembro de 1924 — 7 de Abril de 1994)  foi um cineasta, explorador e alpinista francês.
Estudou cinema na Escola Louis Lumière e começou a sua carreira ao lado de Marcel Ichac com o qual trabalha em três filmes; La Clef des champs em 1947, na expedição de Paul-Émile Victor à Groenlândia em 1949 e com Groenland, 20 000 lieues sur les glaces em 1952, filme que recebeu o Prémio especial do júri no Festival de Cannes em 1952.
Grande amoroso da montanha e da aviação é como Marcel Ichac um pioneiro do cinema de montanha e depois desta frutuosa colaboração com ele, dedica-lhes alguns filmes como Terre des glaces 1947, Drame à la Nanda Devi e Himalaya passion cruelle, filme que recebeu o Grande prémio do filme de montanha do Festival de Trento em 1954.
Membro fundador do chamado Grupo dos Trinta, realizou algumas curtas metragens como:
- Des hommes et des montagnes em 1953
- Antoine de Saint-Exupéry em 1958
- Rêvede neige em 1962
- Verticale Orly em 1965
- Objectif forage au Spitberg em  1972
- Forage en mer du Labrador em  1976

Assim como o filme oficial dos Jogos Olímpicos de Inverno de  1968, na  França,  Les Neiges de Grenoble, en collaboration avec Jacques Ertaud.